# Обмани меня (телесериал, 2009)
«Обмани меня» или «Теория лжи» (англ. «Lie to Me») — американский телесериал 2009—2011 годов, премьерный показ которого состоялся на телеканале FOX 21 января 2009 года. Съёмки сериала проводились в Лос-Анджелесе, штат Калифорния. По сюжету Доктор Кэл Лайтман и его коллеги выполняют задачи третьих сторон (в основном местных и федеральных правоохранительных органов), а также помогают в расследованиях, находя правду через применение психологии: интерпретируя мимику лица человека и язык тела. Персонаж Доктора Лайтмана основан на работе Пола Экмана, хотя сериал начинается с заявления, что никакие реальные лица не являются прототипами героев сериала.
Первый сезон содержит 13 серий. Во второй вошли 22 серии, анонс первой серии состоялся 28 сентября 2009. В декабре 2009 года трансляция сериала была приостановлена; возобновлена 7 июня 2010 года.
Популярность сериала заставила руководство телеканала FOX продлить съёмки ещё на один сезон, который вышел на телеэкраны 4 октября 2010 года. В мае 2011 года телеканал закрыл сериал.

## Сюжет

### 1-й сезон
Доктор Лайтман — мастер в распознавании лжи. Он хорошо знает, что лжеца можно определить с помощью микромимики, которую человек не имеет возможности сознательно контролировать. Это может быть любой жест или случайное слово. Чтобы выявить обман, необходимо быть очень внимательным к каждой мелочи.
Свою способность распознавать ложь главный герой использует в деятельности. Доктор Лайтман вместе со своими коллегами применяют собственные знания при расследовании дел. Эти люди могут спасти жизнь людям, ошибочно обвинёнными в преступлении. Также они определяют того, кто что-то недоговаривает правоохранительным органам.
У Лайтмана есть своё агентство Lightman Group, к которому за помощью нередко обращаются агенты ФБР, люди из правительства. Среди клиентов доктора Лайтмана были даже главы государств. Действительно, главный герой делает хорошее дело. Но доставляет ли оно ему удовольствие? Ведь нелегко жить в мире, о котором ты постоянно знаешь всю правду.

### 2-й сезон
Доктор Лайтман, как и прежде, возглавляет Lightman Group, однако кредит, который он берёт, чтобы жена не забрала их дочь Эмили в Чикаго, ставит под сомнение финансовое будущее компании. Его помощница Джиллиан Фостер легко справляется со своим разводом, чувствуя себя гораздо лучше, чем во время замужества. Однако запутанные дела, требующие расследования, не ждут. Да и ФБР требует продолжения расследований.
Во втором сезоне гениальному доктору Кэлу Лайтману придется встретиться с не менее гениальным студентом-психопатом, причастным к исчезновению девушек; стать заложником сумасшедшего мужа, который просит доказать, что он не связан с убийством своей жены; побывать на секретной миссии в Афганистане и даже в Лас-Вегасе на открытии чемпионата по покеру.
В поисках нового инвестора доктор Фостер обращается за помощью к одной из клиенток Lightman Group, богатой вдове по имени Клара. Кажется, что женщина заинтересована не только деятельностью Лайтмана, но и им самим.

### 3-й сезон
Трудности с дочерью-подростком, постоянные проблемы с бывшей женой и странные взаимоотношения с партнёром по бизнесу и просто другом — это то, что должен пережить доктор Кэл Лайтман в третьем сезоне.
Во время выполнения одного из заданий группы Лайтмана агенту Рейнольдсу хорошо достаётся и его госпитализируют с огнестрельным ранением. Лайтман отказывается быть «на побегушках» у ФБР, однако те не собираются так просто сдаваться, поскольку у них есть много информации на доктора Лайтмана из его далекого прошлого.
В третьем сезоне сериала Лайтман примет участие в вооружённом ограблении банка, разберётся с коррумпированным владельцем угольной шахты, а также станет одним из пациентов психиатрической больницы.
В игру также вступит сотрудница полиции — детектив Валовски, которая будет помогать Лайтману с информацией относительно его дел в обмен на небольшие услуги. Однако, на первый взгляд, их отношения могут показаться не только профессиональными.

## Персонажи

### Команда Доктора Лайтмана
| Актёр          | Персонаж |
| -------------- | --- |
|                | Доктор Кэл Лайтман — может различить правду и ложь на основе анализа поведения человека: мимики лица, телодвижений, голоса и речи. Лайтман может сразу определить, что человек лжёт, по нервному жесту, по углу бровей, по изменению интонации в голосе. Анализируя мимику, он может узнать, что человек чувствует в данный момент — от скрытого недовольства до сексуального влечения и ревности. Но Лайтман также понимает, что его способности — это одновременно и дар, и проклятие в его личной жизни, и если постоянно ловить кого-либо на лжи, то это может сильно подорвать родственные отношения. Доктор Лайтман — главный в мире специалист по определению лжи и обмана; учёный, изучающий мимику лица и язык тела для определения не только самого факта лжи, но и причин этого. Лайтман возглавляет команду экспертов «The Lightman Group», которые помогают ФБР, государственным органам и местной полиции в решении самых запутанных случаев. Разведён, воспитывает дочь-подростка, поддерживает отношения с бывшей женой. Он занялся изучением теории лжи после того, как его мать покончила с собой. С ней была сделана запись, где она беседует с психологом. Тогда-то Лайтман и догадался замедлить плёнку и увидел микровыражение муки на её лице. Постоянно пересматривает эту запись. |
| Уильямс, Келли | Доктор Джиллиан Фостер — одарённый психолог и психотерапевт, эксперт команды Лайтмана. Она приносит сбалансированность в это партнёрство, так как рассматривает каждый случай в целом, в то время как Лайтман концентрируется на отдельных деталях. Ему необходимы её способности к убеждению и пониманию поведения людей, — неважно, осознаёт он это или нет. Владеет гипнозом. Была замужем: супруги удочеряли ребёнка, но биологическая мать вернула младенца. В конце концов, Джиллиан устала заниматься самовнушением, что её брак в порядке, и развелась. |
|                | Илай Локер — ведущий исследователь в команде Лайтмана, которому настолько неприятна ложь, что он живёт по собственному принципу «радикальной честности». Он всегда говорит то, что думает и, естественно, часто расплачивается за это. В конце первого сезона Локер обманул Лайтмана, и хотя впоследствии он признался в обмане, босс сделал его неоплачиваемым стажёром. |
|                | Риа Торрес — эксперт в команде Лайтмана. Талантливо проницательна, но, в отличие от предыдущих, не имеет психологического образования: её способности «читать людей» пока что не развиты в должной степени. В одной из серий Лайтман предполагает, что Рию в детстве бил её отец, и, пытаясь уловить его настроение, она и научилась читать эмоции (а её сводная младшая сестра — искусно врать, скрывая свои). |

### Второстепенные роли
| Актёр | Персонаж |
| ----- | --- |
|       | Эмили Лайтман — дочь-подросток Лайтмана. Она находится под совместной опекой между её родителями, и хотя ей не нравится способность отца «читать» её, она не отрицает его заслуг для общества. Иногда она демонстрирует талант «чтения» людей, даже своего отца. В пилотной серии роль Эмили должна была исполнять актриса Кей Панабэйкер. Позже эпизод был переснят, роль Эмили отдали Хейли Макфарланд.                                                             |
|       | Бен Рейнолдс — агент ФБР, назначенный помогать группе Лайтмана в расследованиях и обеспечивать защиту. В отличие от других членов команды имеет резкий подход к подозреваемым. Появляется в 12-й серии 1-го сезона. |
|       | Зоя Ландау — «экс-жена» Кэла Лайтмана и мать Эмили. Работает помощником генерального прокурора и иногда помогает Лайтману в его расследованиях. |
|       | Детектив Валовски — офицер полиции, которая помогает Лайтману. Изначально отношение Валовски с Кэлом Лайтманом были далеки от дружеских. Валовски с напарником вломились в дом Лайтмана, расследуя очередное дело. Позже Кэл несколько раз спасал Валовски, а также просил её помощи в своих расследованиях. Этим была очень недовольна доктор Джиллиан Фостер, по причине отсутствия доверия к Валовски. Помогает группе Лайтмана после ухода агента ФБР с 3 сезона. |
|       | Алек Фостер — бывший муж Джиллиан Фостер, который работает в Государственном департаменте США. Страдает наркотической зависимостью. |

## Прототип Кэла Лайтмана
Известно, что прототипом главного героя, Кэла Лайтмана, а также консультантом сериала стал профессор психологии Калифорнийского Университета Пол Экман. Пол посвятил более 30 лет изучению теории обмана и является крупнейшим специалистом в мире в этой области.
Его услугами пользуются не только известные политики, предприниматели, руководители, но и целые научно-исследовательские институты службы безопасности.
Пол Экман является автором 14 книг. В его самой известной книге «Telling Lies» (русское издание — «Психология лжи») изложена теория обнаружения обмана с помощью микровыражений, изменения голоса, по вегетативным признакам (румянец, пот, учащённое дыхание), детектора лжи и т. п. Многие моменты сериала становятся более понятными после прочтения книги, так как в ней детально изучаются такие признаки обмана, как иллюстрации, манипуляции, эмблемы. История Мэри, представленная в сериале как история самоубийства матери Кэла Лайтмана, на самом деле произошла в реальности, и именно этот случай в психиатрической практике послужил началом исследовательской деятельности Пола Экмана.
В настоящий момент Экман возглавляет «Paul Ekman Group», небольшую компанию, занимающуюся разработкой устройств для тренировок способностей к определению эмоций и микровыражений.
В 2009 году журнал Time включил Пола Экмана в список 100 самых влиятельных людей мира.

## Саундтрек

### Главная тема сериала
| №  | Название                    | Длительность |
| -- | --------------------------- | ------------ |
| 1. | «Ryan Star — Brand New Day» | 3:10         |

### 1 сезон[7]
| №   | Название                                             | Длительность |
| --- | ---------------------------------------------------- | ------------ |
| 1.  | «Ruby Rough — Smooth Predator» (1 серия)             | 4:43         |
| 2.  | «Aqualung — Easier to Lie» (1 серия)                 | 3:21         |
| 3.  | «The Black Keys — Lies» (3 серия)                    | 3:57         |
| 4.  | «Joshua Radin — I’d Rather Be With You» (4 серия)    | 2:49         |
| 5.  | «Johnny Cash — Unchained» (5 серия)                  | 2:53         |
| 6.  | «Ryan Adams — Wonderwall» (6 серия)                  | 4:09         |
| 7.  | «Drive-By Truckers — 3 Dimes Down» (7 серия)         | 3:20         |
| 8.  | «Blind Pilot — The Story I Heard» (8 серия)          | 4:33         |
| 9.  | «David Starfire — Indian Fever» (8 серия)            | 4:11         |
| 10. | «Fink — This Is the Thing» (9 серия)                 | 4:32         |
| 11. | «Crowded House — Four Seasons In One Day» (10 серия) | 2:48         |
| 12. | «It Hugs Back — Forgotten Song» (11 серия)           | 4:01         |
| 13. | «Joseph Arthur — Walk Away» (11 серия)               | 3:16         |
| 14. | «Leonard Cohen — Who By Fire?» (13 серия)            | 2:34         |

### 2 сезон[8]
| №   | Название                                                                                     | Длительность |
| --- | -------------------------------------------------------------------------------------------- | ------------ |
| 1.  | «Bijou — Bang!» (2 серия)                                                                    | 3:26         |
| 2.  | «Lloyd Banks — Hands Up» (2 серия)                                                           | 3:52         |
| 3.  | «Mark Lanegan — Kingdoms of Rain» (2 серия)                                                  | 3:23         |
| 4.  | «Maleco Collective — Yo Soy la Voz» (3 серия)                                                | 3:19         |
| 5.  | «Donavon Frankenreiter — Sing a Song» (3 серия)                                              | 3:52         |
| 6.  | «The Far East Movement — I Party (feat. Iz and DB Tonic)» (6 серия)                          | 4:49         |
| 7.  | «The XX — VCR» (7 серия)                                                                     | 2:57         |
| 8.  | «Eartha Kitt — Santa Baby» (8 серия)                                                         | 3:23         |
| 9.  | «Brandon Wilde — Silent Night» (8 серия)                                                     | 2:11         |
| 10. | «Thunderball — Heart of the Hustler» (9 серия)                                               | 5:38         |
| 11. | «Blackthorne — Hard Feelings» (9 серия)                                                      | 4:44         |
| 12. | «Thunderball — Get Up With the Get Down» (9 серия)                                           | 3:43         |
| 13. | «Brendan Hines — White Lie» (10 серия)                                                       | 1:42         |
| 14. | «Boston Symphony Orchestra — Vivaldi Concerto No.4 Op.8 in F Minor, III. Allegro» (11 серия) | 2:50         |
| 15. | «Sonny Rollins — Tenor Madness» (16 серия)                                                   | 7:50         |
| 16. | «Matt Pond PA — First Light» (16 серия)                                                      | 3:57         |
| 17. | «Hampton Hawes — The Sermon» (17 серия)                                                      | 3:42         |
| 18. | «Neko Case — I’m an Animal» (17 серия)                                                       | 2:21         |
| 19. | «Simon Lynge — Full Speed» (20 серия)                                                        | 3:53         |
| 20. | «These United States — First Sight» (20 серия)                                               | 3:01         |
| 21. | «Soul P — Another Day» (21 серия)                                                            | 3:46         |
| 22. | «The Phenomenal Handclap Band — Baby» (21 серия)                                             | 4:12         |
| 23. | «Lavender Diamond — I’ll Never Lie Again» (21 серия)                                         | 3:29         |

### 3 сезон[9]
| №   | Название                                                    | Длительность |
| --- | ----------------------------------------------------------- | ------------ |
| 1.  | «Blackie — Folsom Prison Blues» (1 серия)                   | 4:37         |
| 2.  | «The Black Keys — These Days» (3 серия)                     | 5:11         |
| 3.  | «John Lee Hooker — I’m In the Mood» (3 серия)               | 4:28         |
| 4.  | «Jabe — Cold Cold Wind» (5 серия)                           | 4:46         |
| 5.  | «Al Hibbler — This Love Of Mine» (5 серия)                  | 3:08         |
| 6.  | «Antonio Carlos Jobim — Waters of March» (7 серия)          | 3:35         |
| 7.  | «Solomon Burke — Cry to Me» (8 серия)                       | 2:31         |
| 8.  | «The Jam — Going Underground» (9 серия)                     | 2:55         |
| 9.  | «The Jam — Mr. Clean» (9 серия)                             | 3:31         |
| 10. | «Kevin and The Octaves — We Ain’t Got Far To Go» (13 серия) | 3:08         |

## Список эпизодов
| Сезон | Сезон | Эпизоды | Премьера         | Последний показ |
| ----- | ----- | ------- | ---------------- | --------------- |
|       | 1     | 13      | 21 января 2009   | 13 мая 2009     |
|       | 2     | 22      | 28 сентября 2009 | 30 августа 2010 |
|       | 3     | 13      | 4 октября 2010   | 31 января 2011  |

## Критика
Сериал в основном получил положительные отзывы от телевизионных критиков. Он получил 64 балла из 100 на сайте Metacritic.

## Рейтинги
В Соединённых Штатах пилотную серию смотрели около 12,37 миллионов зрителей, а финал первого сезона — 8,46 миллионов. Самым популярным эпизодом первого сезона стал «Высший балл» (англ. A Perfect Score) , который просмотрели 12,99 миллионов зрителей. Количество зрителей в дальнейшем начало сокращаться с каждой последующей серией. 28 сентября 2009 года премьеру второго сезона посмотрело 7,73 миллионов зрителей. К финалу второго сезона количество зрителей уменьшилось до 4,94 миллионов. Количество зрителей третьего сезона в среднем составило 6,71 миллионов.

## Награды и номинации
Сериал был выдвинут в двух номинациях на 37-м конкурсе People’s Choice Awards и победил в них:
- Любимая многосерийная криминальная драма 2011 г.[13]
- Любимый борец с преступностью 2011 г. (Тим Рот)[13]